# Кеза (приток Линды)
Кеза — река в городском округе Бор Нижегородской области России.
Устье реки находится в 63 км по правому берегу реки Линды. Длина реки составляет 52 км, площадь водосборного бассейна — 445 км².
Река начинается у деревни Митюшино в 30 км к северо-западу от села Линда. Течёт на юг, по берегам реки многочисленные сёла и деревни, крупнейшие из которых — Спасское, Чистое Поле, Николино-Кулига, Мамакино. Впадает в Линду 4 километрами юго-восточнее села Линда.

### Притоки (км от устья)
- 28 км: река Некраса (пр)
- 33 км: река Вязовка (пр)
- 38 км: ручей Сантеревка (пр)

## Данные водного реестра
По данным государственного водного реестра России относится к Верхневолжскому бассейновому округу, водохозяйственный участок реки — Волга от Горьковского гидроузла и до устья реки Ока, речной подбассейн реки — Волга ниже Рыбинского водохранилища до впадения Оки. Речной бассейн реки — (Верхняя) Волга до Куйбышевского водохранилища (без бассейна Оки).
Код объекта в государственном водном реестре — 08010300512110000017411.